# Xã Lee, Quận Cleveland, Arkansas
Xã Lee (tiếng Anh: Lee Township) là một xã thuộc quận Cleveland, tiểu bang Arkansas, Hoa Kỳ. Năm 2010, dân số của xã này là 407 người.